# Liste der Abgeordneten zum Burgenländischen Landtag (XXIII. Gesetzgebungsperiode)
- GRÜNE: 2
- SPÖ: 17
- ÖVP: 8
- FPÖ: 9

Diese Liste der Abgeordneten zum Burgenländischen Landtag (XXIII. Gesetzgebungsperiode) listet alle Abgeordneten zum Burgenländischen Landtag in der XXIII. Gesetzgebungsperiode (ab 2025) auf.

## Geschichte
Bei der Landtagswahl am 19. Jänner 2025 erreichte die Sozialdemokratische Partei Österreichs (SPÖ) 17 von 36 Mandaten, gegenüber der Landtagswahl 2020 ein Verlust von zwei Mandaten und der Verlust der absoluten Mehrheit. Die ÖVP Burgenland verlor gegenüber 2020 drei Mandate und erhielt acht Sitze, die Die Grünen Burgenland erreichten erneut zwei Mandate. Die Freiheitliche Partei Österreichs (FPÖ) gewann gegenüber 2020 fünf Mandate und erhielt neun Sitze.
Die bisherigen Regierungsmitglieder Hans Peter Doskozil, Astrid Eisenkopf, Heinrich Dorner und Daniela Winkler erhielten bei der SPÖ Grundmandate. Die konstituierende Sitzung mit der Wahl und Angelobung der Landesregierung Doskozil III fand am 6. Februar 2025 statt.
Zu Beginn der XXIII. Gesetzgebungsperiode sank der Frauenanteil gegenüber der vorhergehenden Periode. Während vor der Wahl elf der 36 Abgeordneten Frauen war, war es nach der Wahl neun. In der SPÖ waren von 17 Abgeordneten fünf weiblich, in der FPÖ von neun Abgeordneten zwei. Unter den acht Abgeordneten der ÖVP war eine Frau. Die Grünen stellten zwei Abgeordnete, davon eine Frau.

## Funktionen

### Landtagspräsidenten und Klubobleute
Die SPÖ nominierte die bisherige Landeshauptmann-Stellvertreterin Astrid Eisenkopf als erste Landtagspräsidentin, der bisherige Landtagspräsident Robert Hergovich wurde Klubvorsitzender. Als Dritte Landtagspräsidentin wurde Claudia Schlager nominiert. Roland Fürst wurde SPÖ-Klubobmann, erster Stellvertreter Christian Drobits, zweiter Stellvertreter Roman Kainrath.
Die FPÖ nominierte den bisherigen Klubobmann Johann Tschürtz als Zweiten Landtagspräsidenten, als Klubobmann folgte ihm Norbert Hofer nach.
Im April 2025 wurde Bernd Strobl als Nachfolger von Markus Ulram zum ÖVP-Klubobmann gewählt.

### Bundesräte
Das Burgenland stellte bis zur Landtagswahl 2025 in der XXVIII. Gesetzgebungsperiode mit Sandra Gerdenitsch (SPÖ), Günter Kovacs (SPÖ) und Philipp Kohl (ÖVP) drei Mitglieder des Bundesrates. Mit der Landtagswahl am 19. Jänner 2025 holte die FPÖ einen der drei burgenländischen Sitze im Bundesrat von der ÖVP. Die SPÖ behielt zwei der insgesamt drei burgenländischen Bundesratsmitglieder und nominierte Thomas Schmid und Mario Trinkl für den Bundesrat. Die FPÖ entsendete Thomas Karacsony.

### Landtagsabgeordnete
Die Tabelle enthält im Einzelnen folgende Informationen:
| Name:      | Nach- und Vorname des Landtagsabgeordneten                                                                                        |
| Fraktion:  | Klubzugehörigkeit des Abgeordneten (offizielles Parteikürzel)                                                                     |
| Wahlkreis: | Wahlkreis, über den der Abgeordnete das Mandat erhielt. Landeswahlkreis=Reststimmenmandat                                         |
| Anmerkung: | Hinweise, falls Abgeordneter während der Gesetzgebungsperiode ausschied oder neu angelobt wurde sowie allfällige Fraktionswechsel |

| Name                  | Bild | Fraktion | Fraktion | Wahlkreis                     | Anmerkung                            |
| --------------------- | ---- | -------- | -------- | ----------------------------- | ------------------------------------ |
| Bachmann Gerhard      |      |          | SPÖ      | Wahlkreis 1 (Neusiedl am See) | Nachrücker für Daniela Winkler       |
| Böhm Elisabeth        |      |          | SPÖ      | Wahlkreis 1 (Neusiedl am See) |                                      |
| Brandlhofer Michaela  |      |          | FPÖ      | Landeswahlkreis               | [ 8 ]                                |
| Brandstätter Kilian   |      |          | SPÖ      | Wahlkreis 1 (Neusiedl am See) | [ 1 ]                                |
| Dax Christian         |      |          | SPÖ      | Wahlkreis 5 (Oberwart)        | Nachrücker für Hans Peter Doskozil   |
| Dolesch Jürgen        |      |          | SPÖ      | Wahlkreis 6 (Güssing)         | [ 1 ]                                |
| Drobits Christian     |      |          | SPÖ      | Wahlkreis 5 (Oberwart)        | [ 1 ]                                |
| Eisenkopf Astrid      |      |          | SPÖ      | Wahlkreis 2 (Eisenstadt)      | Landtagspräsidentin                  |
| Fazekas Patrik        |      |          | ÖVP      | Wahlkreis 4 (Oberpullendorf)  | [ 1 ]                                |
| Fürst Roland          |      |          | SPÖ      | Landeswahlkreis               | Klubobmann                           |
| Grandits Thomas       |      |          | FPÖ      | Landeswahlkreis               | [ 8 ]                                |
| Halb Fabio            |      |          | SPÖ      | Wahlkreis 7 (Jennersdorf)     | [ 1 ]                                |
| Handig Gerald         |      |          | ÖVP      | Landeswahlkreis               | [ 12 ]                               |
| Hergovich Robert      |      |          | SPÖ      | Wahlkreis 2 (Eisenstadt)      | [ 1 ]                                |
| Hofer Norbert         |      |          | FPÖ      | Wahlkreis 5 (Oberwart)        | Klubobmann                           |
| Hoffmann Thomas       |      |          | SPÖ      | Wahlkreis 3 (Mattersburg)     | [ 1 ]                                |
| Hutter Gerhard        |      |          | SPÖ      | Landeswahlkreis               | [ 1 ]                                |
| Jaksch Mario          |      |          | FPÖ      | Wahlkreis 1 (Neusiedl am See) | [ 8 ] [ 1 ]                          |
| Kainrath Roman        |      |          | SPÖ      | Wahlkreis 4 (Oberpullendorf)  | [ 1 ]                                |
| Karall Jürgen         |      |          | SPÖ      | Wahlkreis 4 (Oberpullendorf)  | Nachrücker für Heinrich Dorner       |
| Laschober-Luif Carina |      |          | ÖVP      | Landeswahlkreis               | [ 1 ]                                |
| Paul-Kientzl Margit   |      |          | GRÜNE    | Landeswahlkreis               | Nachrückerin für Anja Haider-Wallner |
| Prohaska Doris        |      |          | SPÖ      | Wahlkreis 5 (Oberwart)        | Nachrückerin für Leonhard Schneemann |
| Ries Christian        |      |          | FPÖ      | Wahlkreis 2 (Eisenstadt)      | [ 8 ] [ 1 ]                          |
| Sagartz Christian     |      |          | ÖVP      | Landeswahlkreis               |                                      |
| Schlager Claudia      |      |          | SPÖ      | Wahlkreis 3 (Mattersburg)     | Dritte Landtagspräsidentin           |
| Spitzmüller Wolfgang  |      |          | GRÜNE    | Landeswahlkreis               | Klubobmann                           |
| Steiner Thomas        |      |          | ÖVP      | Wahlkreis 2 (Eisenstadt)      | [ 1 ]                                |
| Stenger Rita          |      |          | SPÖ      | Wahlkreis 2 (Eisenstadt)      | [ 1 ]                                |
| Strobl Bernd          |      |          | ÖVP      | Landeswahlkreis               | [ 12 ]                               |
| Tschürtz Johann       |      |          | FPÖ      | Wahlkreis 3 (Mattersburg)     | Zweiter Landtagspräsident            |
| Ulram Markus          |      |          | ÖVP      | Wahlkreis 1 (Neusiedl am See) | [ 1 ]                                |
| Unger Hans            |      |          | ÖVP      | Wahlkreis 5 (Oberwart)        | [ 1 ]                                |
| Waldmann Sandro       |      |          | FPÖ      | Wahlkreis 4 (Oberpullendorf)  | [ 8 ] [ 1 ]                          |
| Whitfield Michelle    |      |          | FPÖ      | Landeswahlkreis               | [ 8 ]                                |
| Wiesler Markus        |      |          | FPÖ      | Landeswahlkreis               | [ 8 ]                                |